# Infravesikalt avflödeshinder
Infravesikalt avflödeshinder, är ett urinvägsproblem för män som innebär avflödeshinder på grund av förträngning av alla delar av urinröret, inkluderande den del av urinröret som går igenom prostatakörteln .